# Margaret Woodbury Strong
Margaret Woodbury Strong, née le 20 mars 1897, à Rochester, à New York (États-Unis), morte le 16 juillet 1969, à Rochester, à New York (États-Unis), est une collectionneuse et philanthrope américaine.
Sa collection constituée de poupées et jouets, d'Arts décoratifs américains et européens, de photographies, de peintures, artisanat japonais et de publicités, est la base du fond de la collection du The Strong National Museum of Play,.

## Biographie
Deuxième et dernière enfant né de l'union de John Charles Woodbury (1859 - 1938) et d'Alice Motley (1859 - 1933), 14 ans après un enfant mort-né, Margaret est élevée en fille unique,.
Dès 1907, après le départ en retraite de son père et la vente de l'entreprise familiale (The Strong and Woodbury Whip Company), Margaret voyage aux quatre coins du globe avec ses parents. C'est à cette époque qu'elle commence sa collection de poupées et des petits objets. À neuf ans, elle a ainsi déjà visité plus de pays que la plupart des Américains en verront de toute leur vie. En 1915, Margaret tient un journal sous forme de carnets de voyage. C'est un précieux témoignage sur sa vie.
En septembre 1920, après 6 mois de fiançailles, elle épouse Homer Strong, un avocat s'essayant à plusieurs types d'affaires, de 22 ans son aîné. Elle reçoit alors de ses parents, comme cadeau de mariage, une importante part d'actions de l'entreprise Kodak. Tous deux passionnés de jardinage, alors qu'Homer devient peu à peu casanier, Margaret continue à jouer au golf, faire du tir à l'arc et du bowling, ainsi que participer à des levées de fonds et associations, collectionner les poupées, maisons de poupées et objets miniatures. Margaret et Homer ont une fille en 1922, qui décède après deux mariages en 1946 et en 1958, Homer meurt, laissant Margaret veuve.

En 1937, la famille déménage dans une résidence de style italien de 30 pièces, sur un terrain de plus de 20 hectares, nommée à l'origine Twin Beeches. Passionnée par la collection de poupées, maisons de poupée et jouets, Margaret ajoute des ailes et des dépendances à sa propriété, qu'elle nomme à l'occasion "Museum of Fascination" (Musée de la Fascination). Sa propriété abrite alors une véritable ville de maisons de poupée. En 1968, Margaret reçoit l'accord de l’État pour la fondation d'un musée. Elle est également une importante bienfaitrice du diocèse épiscopalien de Rochester,.

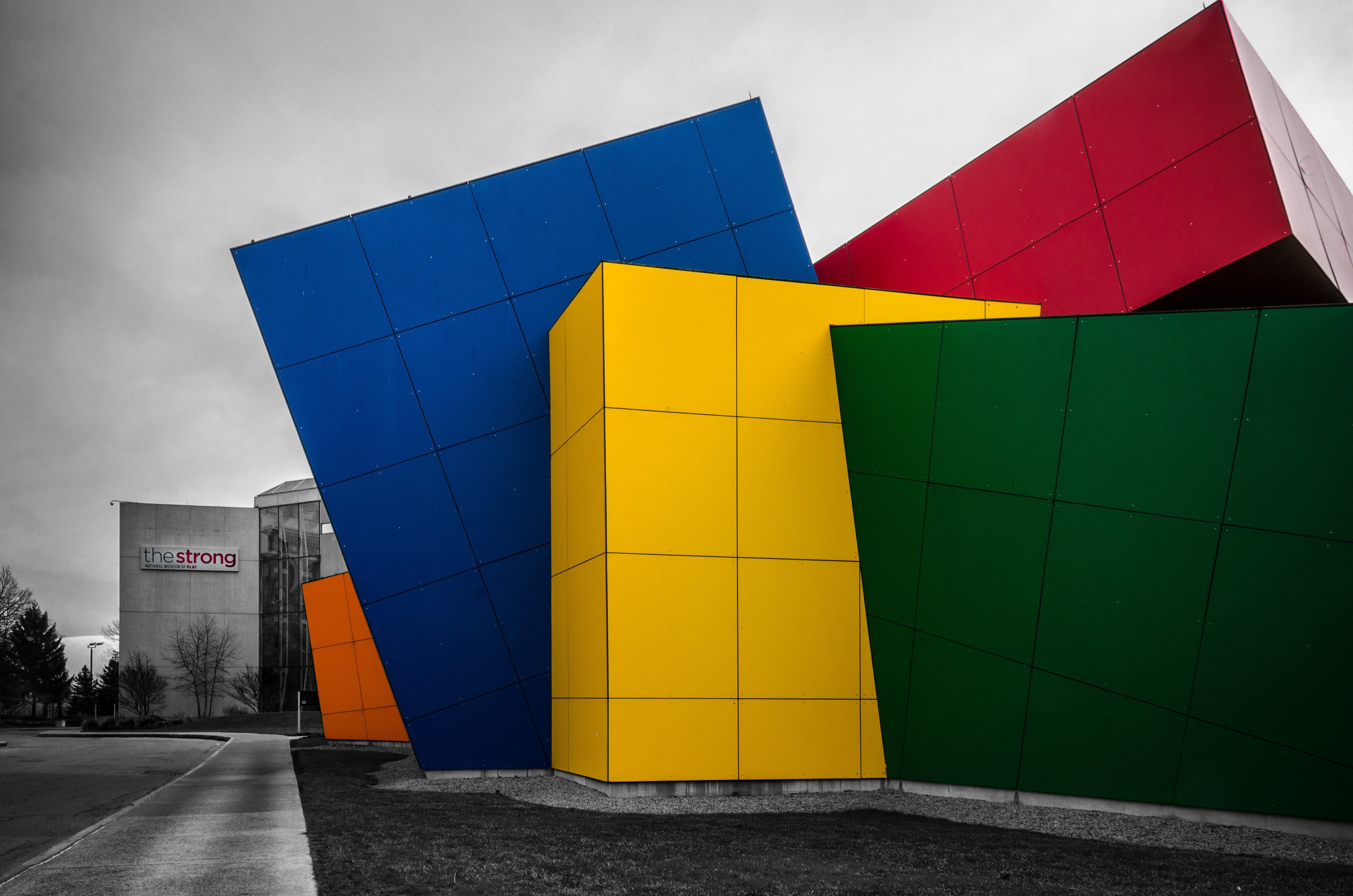
The Strong National Museum of Play

Tout au long de sa vie, elle fait fructifier sa fortune et sa collection. Ainsi, à sa mort, les près d'un million de dollars hérités de son père atteignent les 77 millions de dollars et sa collection de poupées, principale partie d'une collection de plus de 300 000 pièces, compte plus de 27 000 pièces. Son style de vie, sa fortune, son sens de la mode, son attitude, ou encore ses biens lui ont valu de nombreuses critiques, si bien que les avis à son sujet sont très contrastés : aimée de certains, détestée par d'autres ; tantôt dite comme étrange, voire folle, tantôt pratique et prudente.
Elle meurt dans son sommeil à l'âge de 72 ans et est enterrée au Mount Hope Cemetery, Rochester, New York.